# Дварс дор Фландерен 2021
75-й выпуск Дварс дор Фландерен — шоссейная однодневная велогонка по дорогам Бельгии. Гонка прошла 31 марта 2021 года в рамках Мирового тура UCI 2021. Победу одержал нидерландский велогонщик Дилан ван Барле.

## Участники
Автоматически приглашения на гонку получили 19 команд категории UCI WorldTeam и лучшая UCI ProTeam команда прошлого сезона Alpecin-Fenix. Также организаторы пригласили ещё 5 команд категории ProTeams.
| UCI WorldTeams (19)- AG2R Citroën Team - Astana-Premier Tech - Bahrain Victorious - Bora-Hansgrohe - Cofidis - Deceuninck-Quick Step - EF Education-Nippo - Groupama-FDJ - Ineos Grenadiers - Intermarché-Wanty-Gobert Matériaux - Israel Start-Up Nation - Jumbo-Visma - Lotto Soudal - Movistar Team - Team BikeExchange - Team DSM - Qhubeka Assos - Trek-Segafredo - UAE Team Emirates UCI ProTeams (6)- Alpecin-Fenix - Arkéa-Samsic - B&B Hotels p/b KTM - Bingoal Pauwels Sauces WB - Sport Vlaanderen-Baloise - Total Direct Énergie |
| |

## Маршрут
Маршрут претерпел некоторые изменения, частично из-за текущей ситуации с пандемией COVID-19. Старт по-прежнему в Розеларе, но уже не в центре города, а на футбольном стадионе KSV Roeselare, Stadion Schiervelde, к северо-западу от города. С этого момента начинается трасса протяженностью 184,1 километра. С добавлением Клюйсберга и Круисберга трасса стала немного более насыщенной. Клюсберг заменяет Новый Куаремонт в качестве первого склона дня. Кстати, этот холм в муниципалитете Клюисберген не является чем-то новым в Dwars door Vlaanderen; в предыдущих выпусках это также было второе восхождение за день. И оно остается таковым. «Круисберг» дебютирует в 42 километрах от финиша. Помимо Клюйсберга и Круисберга, другие известные склоны также повторяются в русле Дварс-дор-Влаандерен. В программе — Клюзберг, Ньиве-Куаремонт, Клюзберг, Кноктеберг-Трие, Кортекер, Стинбекдрис, Таайенберг, Берг-Тен-Хаут, Круисберг-Хотонд, Кноктеберг-Трие, Воссенхол, Хольстраат и Нокереберг. Булыжники Мариаборрестраат, Варентстраат, Воссенхол и Херлегемстраат также остались на маршруте. Последний час гонки характеризуется гонками Берг-Тен-Хут (на 1,1 км выше 6 %), Круисберг-Хотонд (на 1,8 км выше 4,8 %), Кноктеберг-Трие (на 1,1 км выше 4,9 %), Воссенхол (на 1,4 км выше 6,5 %), Хольстраат (на 1 км выше 5,2 %) и Нокереберг (на 500 м выше 5,7 %). После Нокереберга остается десять километров до места прибытия, которое все еще находится на Соединительной дороге в Варегеме. В восьми километрах от финиша находится мощеная 800-метровая полоса Херлегемстраат в Круисхаутеме.

## До гонки
После отмены в 2020 году из-за пандемии COVID-19 гонка снова вернулась в календарь Мирового тура. Ещё за неделю до старта в Руселаре гонка обещала быть отличным соревнованием с участием многих лучших гонщиков. Основной вопрос: Кто станет преемником Матье ван дер Пула в Варегеме?
У бельгийской команды Deceuninck-Quick Step на старте будет сильная группа. Помимо Ива Лампарта, в состав команды входят двукратный победитель Дварс дор Фландерен, чемпион мира Жюлиан Алафилипп, а также Зденек Штыбар и Каспер Асгрин. Их основной конкурент это Alpecin-Fenix. Эта команда рассчитывает на чемпиона Бельгии Де Бондта, а также на действующего чемпиона в велокроссе Матье ван дер Пула и спринтеров Йеспера Филипсена и Тим Мерлира.
Ineos Grenadiers также выводит на старт в Руселаре мощную команду, лидерами которой являются Михал Квятковский и Том Пидкок. Trek-Segafredo выставляет в Мадс Педерсен, Яспер Стёйвена и Эдвард Тёнс. Bora-Hansgrohe делает ставку на дуэт Политт — Акерманн. UAE Team Emirates объединяют усилия Маттео Трентина и Александера Кристоффа.
Альберто Беттиоль (EF Education-Nippo), Майкл Мэттьюс (Team BikeExchange) и Алексей Луценко (Astana-Premier Tech) также являются претендентами на победу в Варегеме. Дилан Тёнс (Bahrain Victorious), Сеп Ванмарке (EF Education-Nippo), Тим Велленс (Lotto Soudal) и Тиш Бенот (Team DSM) на старте в Руселаре сформируют большую группу фаворитов. Последний будет на старте вместе с Сёреном Крагом Андерсеном.
Помимо классических представителей, на Дварс дор Фландерен есть ещё несколько быстрых гонщиков на старте. Cofidis рассчитывает на спринтерские способности Элиа Вивиани. У французской команды также есть победитель гонки 2015 года Йелле Валлайс. В Groupama-FDJ основной спринтер Арно Демар, а с Штефаном Кюнгом у команды есть дополнительные шансы на успех. Команда Qhubeka Assos надеется на хорошее выступление дуэта Виктора Кампенартс и Джакомо Ниццоло.
Среди участников следует отметить и бывших победителей: бельгиец Йенс Дебушер выиграл гонку в 2016 году, а нидерландец Ники Терпстра (Total Direct Énergie) является двукратным победителем. К нидерландцу в качестве товарищей по команде присоединятся опытные Эдвальд Боассон Хаген и Антони Тюржис, занявший второе место в 2019 году.

## Ход гонки
Перед гонкой начался обратный отсчёт, по окончании которого один из арбитров отпустил перед велосипедистами стартовую ленту. Однако гонщики не стартовали, так как у второго заклинило стартовый пистолет, и он отправил спортсменов в путь своим криком.
Высокий темп был задан практически в самом начале, и за первый час было пройдено не менее 50 километров гонки, из-за чего гонка перестала иметь классический вид. Сначала Итан Хейтер (INEOS Grenadiers), Флориан Вермеерш (Lotto-Soudal) и Йелле Валлайс (Cofidis) оторвались буквально на одну минуту, потом было ещё несколько атак, и, наконец, атака Грега Ван Авермата взорвала пелотон. Группы то формировались, то разрывались, гонка растянулась.
Примерно за 50 километров до финиша Дилан Ван Барле совершил рывок и долгое время удерживался в стабильном отрыве от достаточно растянувшейся гонки. Догнать его никто не смог, и он в одиночестве финишировал в Варегеме. Лапорт на пару метров опередил пелотон и финишировал вторым, Мерлир в спринте занял третье место.

## Результаты
| \| Генеральная классификация \| Генеральная классификация \| Генеральная классификация \| Генеральная классификация \| Генеральная классификация \| \| Гонщик \| Гонщик \| Команда \| Время \| \| \| ------------------------- \| ------------------------- \| ------------------------- \| ------------------------- \| ------------------------- \| \| 1-й \| Дилан Ван Барле \| Ineos Grenadiers \| 3ч 58' 59 \| \| \| 2-й \| Кристоф Лапорт \| Cofidis \| + 26 \| \| \| 3-й \| Тим Мерлир \| Alpecin-Fenix \| + 26 \| \| \| 4-й \| Ив Лампарт \| Deceuninck-Quick Step \| + 26 \| \| \| 5-й \| Тош Ван дер Санде \| Lotto-Soudal \| + 26 \| \| \| 6-й \| Александер Кристофф \| UAE Team Emirates \| + 26 \| \| \| 7-й \| Грег Ван Авермат \| AG2R Citroën Team \| + 26 \| \| \| 8-й \| Антони Тюржис \| Total Direct Énergie \| + 26 \| \| \| 9-й \| Флориан Сенешаль \| Deceuninck-Quick Step \| + 26 \| \| \| 10-й \| Яспер Стёйвен \| Trek-Segafredo \| + 26 \| \| |                     |                       |           |
| |                     |                       |           |
| Источник: ProCyclingStats |                     |                       |           |
| Генеральная классификация |                     |                       |           |
| Гонщик | Гонщик              | Команда               | Время     |
| 1-й | Дилан Ван Барле     | Ineos Grenadiers      | 3ч 58' 59 |
| 2-й | Кристоф Лапорт      | Cofidis               | + 26      |
| 3-й | Тим Мерлир          | Alpecin-Fenix         | + 26      |
| 4-й | Ив Лампарт          | Deceuninck-Quick Step | + 26      |
| 5-й | Тош Ван дер Санде   | Lotto-Soudal          | + 26      |
| 6-й | Александер Кристофф | UAE Team Emirates     | + 26      |
| 7-й | Грег Ван Авермат    | AG2R Citroën Team     | + 26      |
| 8-й | Антони Тюржис       | Total Direct Énergie  | + 26      |
| 9-й | Флориан Сенешаль    | Deceuninck-Quick Step | + 26      |
| 10-й | Яспер Стёйвен       | Trek-Segafredo        | + 26      |